# Formigueret ullblanc
El formigueret ullblanc (Epinecrophylla leucophthalma) és una espècie d'ocell de la família dels tamnofílids (Thamnophilidae).

## Hàbitat i distribució
Habita la selva pluvial, matolls de bambú, vegetación secundària prop de corrents fluvials. Terres baixes, per l'est dels Andes, del sud-est de Perú, nord de Bolívia i Brasil.